# Historia de un amor
Historia de un Amor (История одной любви) — песня в стиле кубинского болеро на испанском языке, которая повествует о страдании человека, потерявшего свою любовь.

## История
Автором является панамский композитор и поэт Карлос Элета Альмаран, который написал её в 1955 году после смерти жены своего брата.

## Исполнители
Песня была спета и сыграна (в инструментальной версии) множеством известных музыкантов, таких как Сезария Эвора, Хулио Иглесиас, Далида, Ана Габриэль, Луис Мигель, Эйди Горме с трио Los Panchos,  Олег Погудин, Армен Григорьян. Существуют английский, французский, китайский и др. варианты данной песни. Русский вариант под названием «Первая встреча» исполняла Клавдия Шульженко. Японская версия песни под названием Aru koi no monogatari (ある恋の物語; буквальный перевод исходного названия) была в конце 1959 года представлена Мисао Накахарой на японском новогоднем вокальном конкурсе «Кохаку ута гассэн». Ливанский певец Мохаммед Джамаль записал песню в 1980-е на арабском языке под названием «Ты, танец и я» (أنتِ والرقص وأنا).

## Использование
Песня также использовалась как основная тема саундтрека одноимённого мексиканского сериала 1956 года. Под названием «История любви» в исполнении Ольги Орловой та же песня звучит в современном российском фильме «От 180 и выше» (2005 год).

## Слова песни
| Ya no estás más a mi lado, corazón. En el alma sólo tengo soledad. Y si ya no puedo verte, ¿Por qué Dios me hizo quererte? ¿Para hacerme sufrir más? Siempre fuiste la razón de mi existir. Adorarte para mi fue religión. Y en tus besos yo encontraba, (En tus labios encontraba,) El calor que me brindaba (El amor que me brindaba) El amor y la pasión. (El calor de tu pasión) Es la historia de un amor, Como no hay otro igual. Que me hizo comprender Todo el bien, todo el mal. Que le dio luz a mi vida, Apagándola después. Ay ¡que vida tan oscura! (Ay ¡que noche tan obscuro!) ¡Sin tu amor no viviré! | Тебя рядом больше нет, мое сердце. В душе у меня лишь одиночество, Если я не могу тебя видеть. Зачем Господь заставил меня полюбить тебя? Чтобы заставить меня больше страдать. Ты всегда была смыслом моего существования. Обожание тебя было моей религией. В твоих поцелуях я обретал Тепло, которое приносило мне Любовь и страсть. Это история любви, Какой больше нет, Которая заставила меня понять Всё хорошее и плохое, Которая зажгла свет в моей жизни, Затем потушив его. О, как же беспросветна жизнь! Без твоей любви я не выживу. |